# جلوتامات (ناقل عصبي)
في علم الأعصاب، يشير الجلوتامات إلى أنيون حمض الجلوتاميك في دوره  ناقِلًا عصبيًّا : وهي مادة كيميائية تستخدمها الخلايا العصبية لإرسال إشارات إلى الخلايا الأخرى. له جوانب واسعة وهو أكثر الناقلات العصبية إثارة في الجهاز العصبي للفقاريات. يُستخدَم في كل وظيفة استثارة رئيسية في دماغ الفقاريات، إذ تشكّل في المجموع أكثر من 90% من الوصلات المشبكية في الدماغ البشري. كما يعمل ناقلًا عصبيًّا أساسيًّا لبعض مناطق الدماغ الموضعية، مثل الخلايا الحبيبية للمخيخ.